# Volo Aeroflot-Nord 821
Il volo Aeroflot-Nord 821 (SU821) è stato un volo di linea tra Mosca e Perm' operato da Aeroflot-Nord per conto di Aeroflot. Il 14 settembre 2008, il Boeing 737-500 che operava la rotta precipitò vicino all'aeroporto di Perm' provocando la morte di tutti gli 82 passeggeri e i 6 membri dell'equipaggio. Tra i passeggeri uccisi c'era il colonnello generale russo Gennady Troshev, un consigliere del Presidente della Russia che era stato il comandante del distretto militare del Caucaso settentrionale (compresa la Cecenia) durante la seconda guerra cecena. Una sezione della ferrovia transiberiana rimase danneggiata dall'incidente. Il volo 821 è il peggior incidente a coinvolgere un Boeing 737-500, superando l'incidente del 1993 del volo Asiana Airlines 733, ed è stato il secondo peggior incidente aereo del 2008, dopo il volo Spanair 5022.
La causa principale dell'incidente è stata attribuita alla perdita di orientamento di entrambi i piloti provocata dalla loro inesperienza con l'utilizzo dell'orizzonte artificiale di fabbricazione occidentale montato sull'aereo. Ulteriori concause sono state la mancanza di un adeguato riposo, la scarsa conoscenza delle tecniche di crew resource management e l'abuso di alcol da parte del comandante.
In seguito al disastro aereo, la compagnia Aeroflot-Nord è stata rinominata prima Nordavia, e a partire dal 2019, Smartavia.

## L'aereo
Il velivolo era un Boeing 737-500, avente numero di registrazione VP-BKO e numero di serie 25792. Era stato in origine acquistato da Braathens, ma non operò mai con questa compagnia e fu rapidamente venduto alla China Southwest Airlines, la cui sussidiaria Xiamen Airlines lo utilizzò dal settembre 1992 al marzo 1993. Nel 2008 venne venduto a Pinewatch Limited per poi essere utilizzato in leasing da Aeroflot.

## Passeggeri ed Equipaggio
| Nazionalità | No. |
| ----------- | --- |
| Russia      | 66  |
| Azerbaigian | 8   |
| Ucraina     | 5   |
| Bielorussia | 1   |
| Cina        | 1   |
| Francia     | 2   |
| Germania    | 1   |
| Italia      | 1   |
| Lettonia    | 1   |
| Stati Uniti | 1   |
| Uzbekistan  | 1   |
| Totale      | 88  |

A bordo vi erano 82 passeggeri di 11 nazionalità diverse, tra di essi vi erano 4 bambini e 1 neonato.
Tra i 6 membri dell'equipaggio vi erano due piloti e quattro assistenti di volo. Secondo quanto dichiarato da Aeroflot-Nord entrambi i piloti erano molto esperti e tra i migliori della compagnia, il comandante Rodion Medvedev aveva 3 689 ore di esperienza di volo (di cui 1 190 su un B737 e 477 come comandante), mentre il primo ufficiale Rustam Allaberdin ne aveva 8 713 (di cui soltanto 236 su un B737). Per gran parte della loro carriera avevano entrambi volato su aerei di fabbricazione russa (Tu-134 e An-24).
Tra le vittime più famose era presente Gennady Troshev, colonnello generale dell'esercito russo, ex comandante del distretto militare del Caucaso settentrionale (compresa la Cecenia) durante la seconda guerra cecena e consigliere del Presidente della Russia.

## L'incidente
L'aereo, decollato dall'aeroporto di Mosca-Šeremet'evo con destinazione Perm', precipitò contro una linea ferroviaria a sudovest di Perm' alle ore 05:10 (UTC+6) del 14 settembre 2008. Al momento dell'incidente c'era una leggera pioggia.
Un'intervista rilasciata da un controllore del traffico aereo rivelò che l'equipaggio avesse avuto difficoltà nel seguire le sue indicazioni. Infatti, dopo aver effettuato una riattaccata, nonostante i piloti avessero ripetuto le istruzioni ricevute e avessero dichiarato di non avere un'emergenza a bordo, l'aereo si era diretto ad est invece che ad ovest. Alle ore 05:10 si perse il contatto radio e pochi minuti dopo l'aereo precipitò al suolo.
L'Aeroflot-Nord dichiarò ufficialmente: "Il Boeing-737 aveva a bordo 82 passeggeri - tra cui 7 bambini - e 6 membri dell'equipaggio. Tutti i passeggeri e l'equipaggio sono morti. Mentre stava atterrando, l'aereo ha perso le comunicazioni ad un'altezza di 3 600 piedi (1 100 m) e i controllori di volo hanno perso il suo segnale. L'aereo è stato ritrovato entro i confini della città di Perm completamente distrutto e in fiamme". L'investigatore Vladimir Markin dichiarò "a bordo c'erano 82 passeggeri più un bambino e 5 membri dell'equipaggio e, secondo le prime informazioni, sono tutti morti perché l'aereo è caduto in un burrone vicino ai confini della città". RIA Novosti riferì tuttavia "è possibile che tre persone che avevano acquistato un biglietto per lo sfortunato volo 821 per Perm non siano salite a bordo".
Entrambi i registratori di volo vennero trovati e decodificati con successo. La compagnia aerea dichiarò che si sarebbe impegnata a pagare interamente il risarcimento previsto dall'assicurazione obbligatoria contro gli infortuni, che ammontava a 2 milioni di rubli per ogni vittima. L'incidente danneggiò e interruppe una sezione della Transiberiana; il traffico ferroviario venne temporaneamente deviato attraverso la stazione di Chusovaya e fu ripristinato entro la sera del 14 settembre.
Il rapporto finale dell'inchiesta affermava che dopo la virata di base, in avvicinamento alla rotta di atterraggio a 2 000 piedi (610 m) con autopilota e automanetta disinseriti, l'aereo aveva iniziato a salire fino a 4 300 piedi (1 300 m), aveva rollato di 360° sull'ala sinistra ed era entrato in collisione con il suolo".

## Le indagini

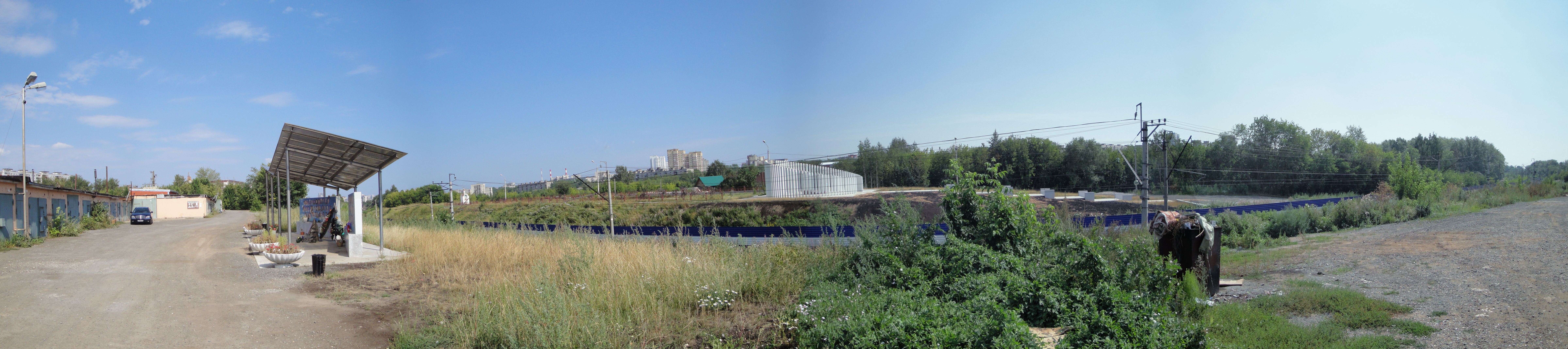
Vista del sito dell'incidente e del memoriale.

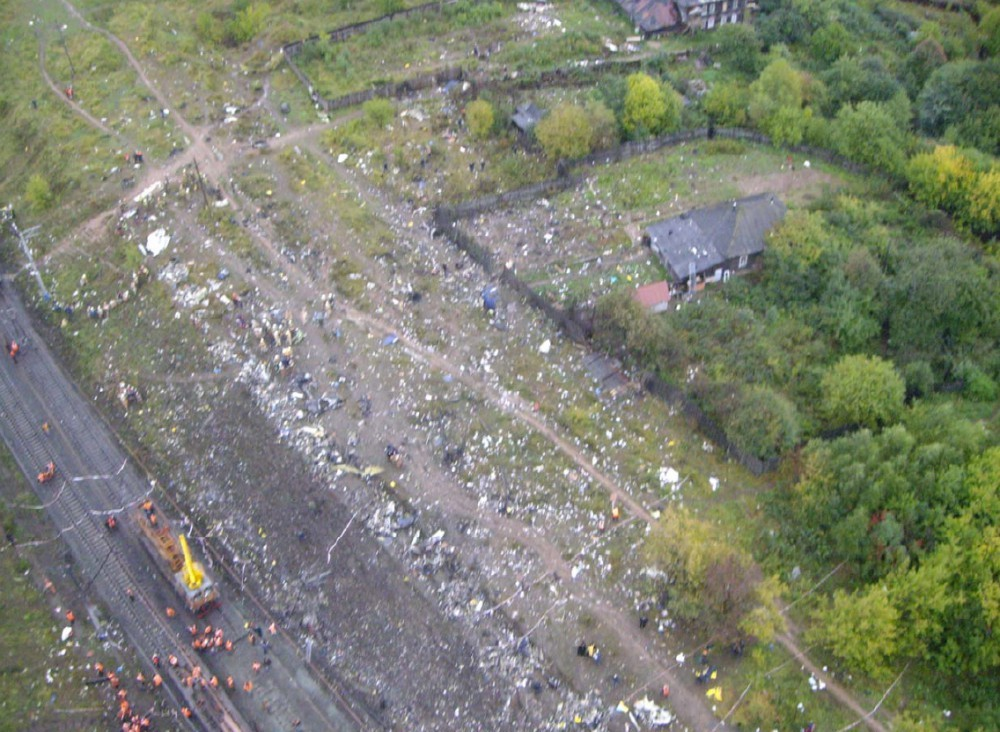
Vista dall'alto del luogo dell'incidente.

L'Interstate Aviation Committee condusse l'inchiesta con l'aiuto dell'NTSB, dell'FAA e della Boeing. Inoltre, siccome l'aereo era registrato nelle Bermuda, anche l'AAIB partecipò con 2 investigatori e alcuni membri in rappresentanza del dipartimento di aviazione civile delle Bermuda. Partecipò anche il BEA in rappresentanza della Francia, paese costruttore dei motori.
Secondo i dati dei registratori di volo, i motori non avevano preso fuoco e avevano continuato a funzionare fino all'impatto. Gli ultimi rapporti ufficiali sono pubblicati in russo sul sito web della Commissione investigativa sugli incidenti aerei. Una traduzione in inglese del rapporto finale è disponibile sul sito web del United Kingdom Air Accidents Investigation Branch; l'AAIB afferma che non si tratta di una traduzione inglese ufficiale.
Il rapporto conclusivo ha individuato le seguenti cause per l'incidente:
- La causa principale è stata la perdita di orientamento spaziale da parte dell'equipaggio, in particolare del comandante che era ai comandi durante la fase d'atterraggio. L'aereo ha rollato a sinistra, capovolgendosi ed entrando in una rapida discesa. La perdita dell'orientamento è occorsa di notte, mentre volavano nelle nuvole, con l'autopilota spento. Inoltre hanno contribuito all'incidente anche una cattiva gestione delle risorse all'interno della cabina e un addestramento insufficiente all'utilizzo di strumentazione di provenienza occidentale. Infatti i piloti avevano in precedenza volato principalmente su Tupolev Tu-134 e Antonov An-24 che hanno un comportamento differente dell'orizzonte artificiale.
- Le inadeguate pratiche da parte di Aeroflot-Nord nella manutenzione e gestione dei Boeing 737.
- L'aereo aveva volato a lungo con un problema alle manette dei motori che dovevano essere utilizzate in modo indipendente. Questo ha aumentato il carico di lavoro e di stress sui piloti.
- La perizia del medico legale sul corpo del Comandante ha rilevato un elevato quantitativo di alcol presente nel suo organismo. Inoltre non aveva riposato adeguatamente prima del volo.

## Causa legale
Il 1º ottobre 2008, la madre di una passeggera di 27 anni morta nell'incidente citò in giudizio Aeroflot e la compagnia di assicurazioni Moskva per 7,7 milioni di rubli (circa 300.000 dollari) a titolo di risarcimento danni.

## Comunicazioni ATC prima dell'incidente
Una registrazione della conversazione tra l'ATC e il volo 821 venne pubblicata online. Secondo il rapporto finale dell'indagine, il comandante, che aveva effettuato la comunicazione, era "leggermente ubriaco", e questo si sente nell'audio.
Irek Birbov, il controllore del traffico aereo in servizio al momento dell'incidente, disse che durante l'avvicinamento finale l'aereo era troppo a destra del localizzatore. Consigliò al comandante di cambiare rotta. Inoltre, invece di scendere a terra, l'aereo è poi salito.
Il controllore aveva richiesto al volo 821 di controllare l'altitudine: "Secondo i miei dati, stai salendo. Conferma l'altitudine attuale 3 000 piedi (910 m)." L'aereo avrebbe dovuto trovarsi a un'altitudine di 2 000 piedi (610 m) in quel momento per scendere di ulteriori 980 piedi (300 m). Il pilota rispose "Roger, stiamo scendendo" e iniziò una salita fino a circa 4 000 piedi (1 200 m); a quel punto non riuscì a prendere il sentiero di discesa. Il controllore ordinò al pilota di virare a destra per una riattaccata. Il comandante accettò ma non eseguì l'indicazione. Invece, virò a sinistra e chiese di continuare il suo avvicinamento. Il controllore chiese se andava tutto bene con l'equipaggio; i piloti confermarono.
Il controllore insistette quindi per una riattaccata, ordinando loro di passare a un'altra frequenza ATC. I piloti, però, non contattarono mai l'altro ATC e iniziarono a scendere velocemente. Quando furono a circa 2 000 piedi (610 m), il controllore comunicò via radio all'aereo di mantenere 2 000 piedi (610 m). In risposta, la trasmissione radio finale dei piloti fu "Aaa (imprecazione)!" Un attimo dopo il controllore vide un'esplosione.

## Nella cultura di massa
Il volo Aeroflot-Nord 821 è stato analizzato nella puntata Scoperte scioccanti della diciannovesima stagione del documentario Indagini ad alta quota trasmesso da National Geographic Channel.